# Charmaine Thomas
Charmaine Thomas (sinh ngày 25 tháng 8 năm 1974) là một vận động viên chạy nước rút người Antigua và Barbuda. Bà đã tham gia cuộc thi tiếp sức 4 × 100 mét nữ tại Thế vận hội Mùa hè 1996.